# Ново-Александровская улица (Авангард)
Ново-Александровская (бывшее село Ново-Александровка) — улица в селе Авангард Приморского края.
Расположена в долине реки Белой, примерно в 6,5 км к северо-востоку от села Авангард. Село Ново-Александровка было основано в 1925 году выходцами из затопленного тайфуном села Александровка в соседней долине реки Мельники. По переписи 1926 года в селе проживало 80 человек (белорусы). В 2015 году на улице Ново-Александровской проживало 9 человек.

## История
Основателями деревни были двенадцать семей переселенцев из западных губерний: Семёновы, Зайцевы, Попковы, Тулуповы, Иусовы, Немченко, Цовбун, Бабич, Басыня. Прибыв первым делом в переселенческий отдел села Владимиро-Александровское, переселенцы получили всё необходимое: коней, телеги, посуду, инструменты. Оттуда они были направлены в село Мельники, где оказалось, что все наделы были заняты, поэтому поселенцев направили примерно в восьми километрах выше по реке Мельники (ныне район села Залесья). В дремучей тайге мельниковской пади переселенцы в 1912 году основали деревню Александровку. До наступления зимы переселенцы корчевали лес, строили времянки, дорогу до села Мельники. Ближе к весне начали строить постоянные дома: строили сами и нанимали китайцев. Летом 1924 года в результате тайфуна произошло наводнение: река вышла из берегов, подтопила дома и смыла урожай. Жители деревни отправились к старосте в Мельники с просьбой поселиться в селе, но там свободных участков не было. Тогда мельниковцы решили отдать александровцам свои земли и сенокосы в Белой пади. Летом 1925 года александровцы разобрали свои дома и перевезли в Белую падь, немного вдали от речки. Новое село они назвали Новоалександровкой.
В 1926 году Ново-Александровка входила в состав Ново-Александровского сельсовета (по другим сведениям, в 1926 году существовало Новоалександровское сельское общее собрание, которое входило в состав Тудагоуского сельсовета), имелось 12 хозяйств крестьянского типа, проживало 80 человек, преобладали белорусы. В 1930-х годах в селе была организована бригада мельниковского колхоза «Красный богатырь». Возле устья Богатырского ключа была построена пасека, куда свезли пчелиные ульи новоалександровцев. Рядом с Новоалександровкой была построена ферма для коров. Молодёжь иногда ходила через сопку в Мельники на танцы в клуб. До войны в селе была построена четырёхлетняя школа. В начале 1940-х годов в Белой пади работали геологи, которые разведывали залежи каменного угля. Новоалександровцы воевали в Великой Отечественной войне. Филипп Немченко сгорел в танке в сентябре 1943 года, Максим Басыня погиб в июне 1944 года, Иван и Николай Басыни пропали без вести. После войны для геологов в Новоалександровке были построены бараки, столовая, магазин, клуб, баня, конюшня и мельница. За несколько лет рядом с селом появился посёлок геологов. Сюда построили хорошую грунтовую дорогу, провели свет.
В 1996 году во время строительства дороги на участок «Соболиный» в шести километрах к северу от Новоалександровки случайно вскрыли мощный пласт угля. Здесь было добыто открытым способом четыре тысячи тонн угля. Вскоре шахта была ликвидирована. Согласно проекту генерального плана Партизанского городского округа (2008), улица Ново-Александровская села Авангард не могло получить полноценного обслуживания по причине транспортной удаленности и бесперспективности в развитии. В 2015 году здесь проживало девять человек, жители занимались подсобным хозяйством: огородами, садами, пчеловодством, скотоводством, сбором дикоросов и охотой.